# Arcania
Arcania – fabularna gra akcji stworzona przez Spellbound Entertainment i wydana przez JoWooD Entertainment 12 października 2010 na platformy Microsoft Windows i Xbox 360 oraz PlayStation 3. Tytuł ukazał się w Polsce 15 października 2010 roku.
Gra jeszcze w fazie produkcji znana była jako Gothic 4: Genesis. Tytuł kilkukrotnie był zmieniany (m.in. na Arcania: A Gothic Tale, Arcania: Gothic 4). Ostatecznie we wrześniu 2014 firma Nordic Games usunęła z gry podtytuł Gothic 4.
Gra jest osadzona w świecie przedstawionym serii Gothic jako trzeci sequel fabularny opowieści, choć kanoniczność dzieła jest przedmiotem dyskusji. Jest to także pierwsza produkcja z tej serii nietworzona przez jej oryginalnych twórców, firmę Piranha Bytes.

## Fabuła gry
Akcja Arcanii rozpoczyna się 10 lat po wydarzeniach z dodatku Zmierzch bogów do trzeciej części serii. W królestwie panuje Rhobar III, który odbił krainę orkom i zjednoczył ją pod swoim berłem. Gracz wciela się w nowego bohatera, młodego bezimiennego pasterza z Feshyr, który stara się o rękę Ivy, córki Gromara, wodza wsi. Gromar godzi się na małżeństwo pod warunkiem wypełnienia trzech prób. Żąda on również ofiarowania Ivy bransolety zaręczynowej i zgody córki. Po spełnieniu warunków Ivy, bohater widzi skutki najazdu na Feshyr: spalone domy i wymordowani mieszkańcy. Pragnie zemsty na królu, sądząc, że to on rozkazał zniszczyć jego ojczyznę.
Aby pomścić śmierć bliskich Bezimienny musi odnaleźć drogę na dwór Rhobara III. Spotyka na swojej drodze doradców – nowe postacie oraz znane z poprzednich części (Diego, Milten, Lester, Merdarion, Gorn, Xardas, Snaf). Dostanie się na dwór króla jest poprzedzone wieloma zadaniami, których wykonanie umożliwia kolejny etap podróży.
Gdy Bezimienny w końcu staje przed Rhobarem III w Thorniarze, okazuje się, że to nie król jest winny zbrodni na mieszkańcach wsi bohatera, tylko jego najbliższy doradca Drurhang, wykonujący rozkazy demonicy Xeshy. To ona za pomocą amuletu Śniącego opętała króla. Zabić ją może według przepowiedni tylko człowiek z Feshyr.

## Rozgrywka
Twórcy zapowiedzieli bardzo dużo zmian względem poprzednich części, między innymi:
- ulepszenie grafiki i zmiana silnika Genome Engine na Trinigy,
- udoskonalenie systemu rozwoju bohatera (gdy używamy jakiejś broni przez długi czas to od razu uczymy się nią posługiwać, przez co lepiej walczymy),
- zmiany w systemie sztucznej inteligencji przeciwników i potworów,
- nowy, ulepszony system walki, stworzony od podstaw,
- zupełnie nowe zaklęcia,
- unikatowe zbroje, które gracz będzie mógł projektować,
- nowy system obrażeń, np. uderzymy kogoś w rękę, to będzie to widoczne (wolniejsze ruchy etc),
- oświetlenie i cienie, które będą się zmieniały z każdą godziną dnia,
- zniknięcie niektórych możliwości i aspektów w stosunku do poprzedniej części, np. bohater nie będzie mógł pływać, zniknie też znany z Gothic 3 system reputacji,
- kobiety będą odgrywały większą rolę w porównaniu do poprzednich serii Gothic.

## Produkcja
Początek oficjalnej produkcji gry rozpoczął się 23 sierpnia 2007 roku. Wtedy JoWooD Productions ujawniło nazwę nowego dewelopera odpowiedzialnego za czwartą odsłonę sagi.

## Wersja polska
- Wersja polska: Start International Polska na zlecenie firmy CD Projekt
- Reżyseria: Maciej Kowalski
- Koordynacja i tłumaczenie nagrań: Adrian Czerwiński
- Tłumaczenie i redakcja: Barbara Giecold-Bochenek, Michał Bochenek

W wersji polskiej udział wzięli:

- Jacek Kopczyński – Bezimienny
- Jacek Mikołajczak – Rhobar III
- Tomasz Marzecki – Xardas
- Adam Bauman – Diego
- Andrzej Blumenfeld – Milten
- Paweł Szczesny – Lester
- Mirosław Zbrojewicz – Gorn
- Janusz Wituch – Hagen
- Aleksander Mikołajczak – Merdarion
- Łukasz Nowicki – Snaf
- Zbigniew Konopka – Ningal
- Anna Apostolakis – Murdra
- Barbara Kałużna – Gilana
- Monika Pikuła – Xesha

oraz
- Andrzej Chudy
- Anna Gajewska
- Brygida Turowska
- Cezary Kwieciński
- Cezary Nowak
- Dariusz Odija
- Elżbieta Gaertner
- Grzegorz Pawlak
- Izabella Bukowska
- Jacek Bończyk
- Jacek Lenartowicz
- Jakub Szydłowski
- Jan Kulczycki
- Maciej Kowalik
- Maciej Kowalski
- Mieczysław Morański
- Agnieszka Matysiak –
  - Semele
  - Liesela
  - Alma
  - Liuven
- Miłogost Reczek –
  - Willem
  - Varald
  - Vultus
- Paweł Iwanicki –
  - Borran
  - Aric
  - Garv
  - Drurhang
- Piotr Bąk
- Stefan Knothe
- Tomasz Bednarek
- Tomasz Steciuk
- Waldemar Barwiński
- Wojciech Machnicki
- Wojciech Paszkowski –
  - Gerrick
  - Gilthar
  - Ogtar
- Tomasz Borkowski – Lee

## Odbiór gry
Arcania spotkała się z mieszanymi reakcjami krytyków, uzyskując według agregatora GameRankings średnią 63,86% oraz 63/100 punktów według serwisu Metacritic.

## Kontynuacja
W marcu 2010 r. dyrektor generalny JoWooD zapowiedział, że prace nad kontynuacją Arcanii rozpoczną się jeszcze przed 12 października 2010, czyli przed premierą rynkową gry Arcania. 9 grudnia 2010 r. JoWooD zapowiedział samodzielny dodatek Arcania: Upadek Setarrif (ang. Arcania: Fall of Setarrif). 23 marca 2011 przedstawiciel firmy JoWood ogłosił, że prace nad grą zostały wstrzymane, jednak pod koniec września 2011 roku ogłoszono datę premiery – 25 października 2011. Dodatek dostarcza od 4 do 8 godzin rozgrywki, zawiera nowych przeciwników i zadania oraz umożliwia rozgrywkę postaciami znanymi z innych części. Po tym jak demon, który wcześniej opętał króla Robara III, został pokonany, postanowił zniszczyć miasto Setarrif, które jest odcięte od reszty wyspy, a chaos i anarchia pogrąża wszystkich. W Polsce dodatek został wydany 20 stycznia 2012 roku przez CD Projekt w pełnej polskiej wersji językowej. Recenzent serwisu GRY-OnLine wystawił dodatkowi ocenę 2/10, chwaląc jedynie polską wersję językową i oprawę audiowizualną i krytykując resztę aspektów gry. Podobne zdanie miał Rafał Fluderski z magazynu „CD-Action”, który ocenił produkt na 4/10.